# Georg von Rosen

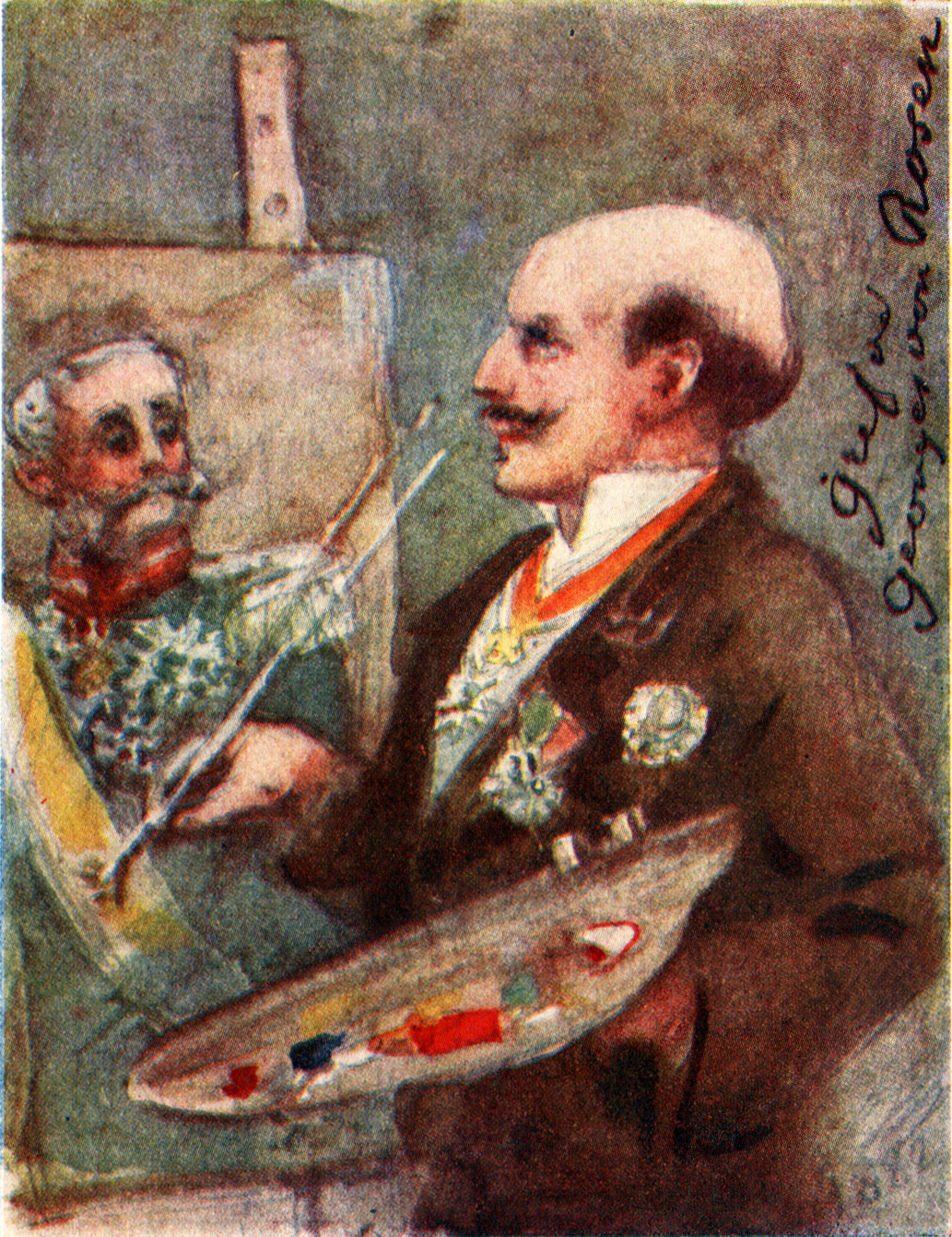
Porträtt av von Rosen, utfört av Fritz von Dardel 1882.

Johan Georg Otto von Rosen, född 13 februari 1843 i Paris, död 3 mars 1923 i Stockholm, var en svensk greve och konstnär. Han målade i den akademiska stilen, till stor del historiemåleri och porträtt. Han var professor vid Konstakademien 1880–1908 samt dess direktör 1881–1887 och 1893–1899. Som konstakademiens direktör kom han i konflikt med en ny generation konstnärer som krävde reformer av akademiens utbildning och utställningsverksamhet, de så kallade opponenterna.

## Biografi
Georg von Rosen var son till generalkonsuln, greve Adolf Eugène von Rosen (kallad ”de svenska järnvägarnas fader”) och hans hustru Euphrosyne Rizo-Rangabé, syster till Alexandros Rizos Rangavis. Hans första levnadsår förflöt i Paris, varifrån familjen flydde till Sverige under februarirevolutionen 1848. Han studerade 1855–1861 vid Konstakademien i Stockholm. År 1862 besökte Rosen världsutställningen i London, där han lärde känna belgaren Hendrik Leys arbeten, målningar med scener från medeltiden och renässansen målade i ålderdomlig stil. Dessa verk gjorde ett stort intryck på von Rosen. Han skrev själv: 
| ” | Stående hvarje dag i flere timmar, försjunken i åskådandet af dessa om en snart sagdt öfvermänsklig intuition vittnande bilder, som likväl flertalet i den stora hopen med likgiltighet skred förbi, drömde jag mig tillbaka in i en hänsvunnen tid och för mina yttre ögon försvann hela den öfriga utställningen, den omgifvande mängden, ja hela den existerande verlden! Då jag lemnade London, var jag på 14 dagar vorden 300 år äldre. | „ |

 von Rosen uppsökte nästa år Leys i Antwerpen och tillbringade en tid i hans umgänge och i hans ateljé.
Återkommen till Sverige, inspirerad av mötet, målade han Sten Sture den äldres intåg i Stockholm. Den medeltida stadsmiljön med det noggranna återgivandet av stenläggningen och den närmast osannolika rikedomen på byggnadsdetaljer känns igen från Leys målningar. von Rosen belönades med kunglig medalj för målningen och blev hyllad och uppskattad av Oscar II på grund av bildspråket, som i hög grad uttryckte den oscarianska epokens ideal. Samma år begav han sig ut på resa och besökte Egypten, Palestina, Syrien, Osmanska riket, Grekland och Ungern, där han studerade måleri. 1866 vistades han ett år i Rom och vistades sedan åter hos Leys fram till dennes död 1869. Därefter studerade han i München under Carl von Piloty och reste sedan vidare till Italien innan han återkom till Sverige 1871. Efter hemkomsten målade han Erik XIV och Karin Månsdotter.
År 1872 blev han ledamot av Konstakademien, 1874 blev han vice professor, 1879 kammarherre och 1880 professor i figurteckning och målning. Åren 1881–1887 samt 1893–1899 var han direktör för Akademins läroverk. Åren 1892–1900 var han även ordförande i Nordiska samfundet till bekämpande av det vetenskapliga djurplågeriet, numera Djurens Rätt. Han invaldes 1903 i Svenska Akademien, men avböjde erbjudandet att bli ledamot. von Rosen finns representerad vid bland annat Nationalmuseum, Hallwylska museet i Stockholm, Uppsala universitetsbibliotek, Norrköpings konstmuseum och Göteborgs konstmuseum.
Georg von Rosen är begravd på Galärvarvskyrkogården i Stockholm. Han förblev ogift under hela sitt liv.

## Hans konst
Georg von Rosen var en målare av den traditionella akademiska skolan. Synen på konstnären som dekoratör var honom lika främmande som motbjudande. En målning skulle ha någonting att säga, ha en förädlande verkan. I en självbiografisk uppsats förklarade han att 
| ” | (konstnären) är att anse som en ansvarig folkuppfostrare, medarbetande uti sin samtids andliga utveckling, hvarför också hans verk måste blifva det synliga uttrycket för tankar, föreställningar eller minnen värda, i ett eller annat afseende att tagas tillvara. | „ |

## Utmärkelser

### Svenska utmärkelser
- Kommendör med stora korset av Nordstjärneorden, 6 juni 1918.[16]
- Kommendör av andra klassen av Nordstjärneorden, 1 december 1891.[17]
- Kommendör av första klassen av Vasaorden, 18 september 1897.[18]

### Utländska utmärkelser
- Kommendör av första klassen av Spanska Isabella den katolskas orden, senast 1915.[19]
- Andra klassen Osmanska rikets Meschidie-orden, senast 1915.[19]
- Kommendör av andra klassen av Bayerska Sankt Mikaels förtjänstorden, senast 1915.[19]
- Kommendör av andra graden av Danska Dannebrogorden, senast 1915.[19]
- Riddare av Belgiska Leopoldsorden, senast 1915.[19]
- Riddare av Franska Hederslegionen, senast 1915.[19]

## Galleri

Sten Sture den äldres intåg i Stockholm (1864). Nationalmuseum. Stockholm.
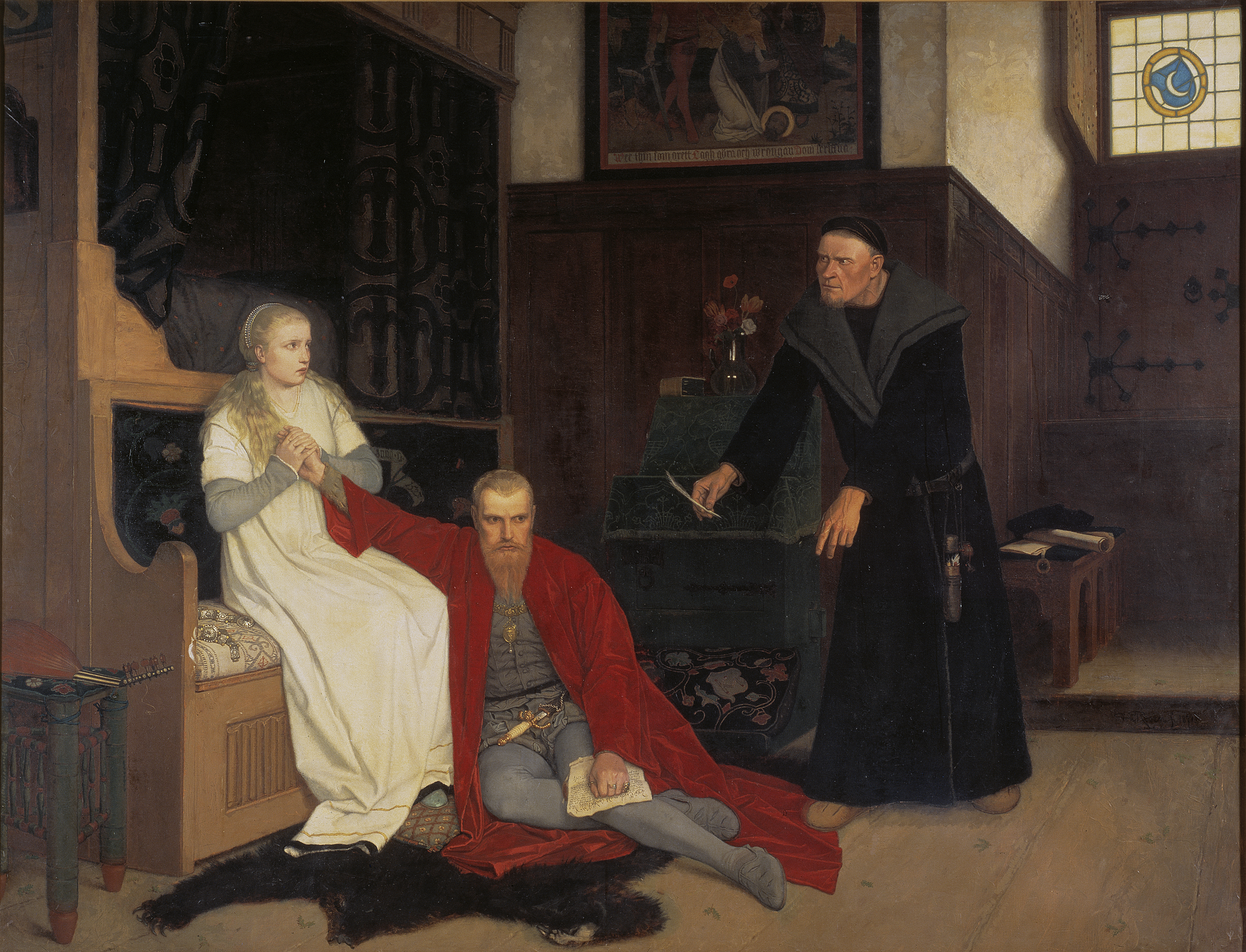
Erik XIV och Karin Månsdotter (1871). Nationalmuseum. Stockholm.
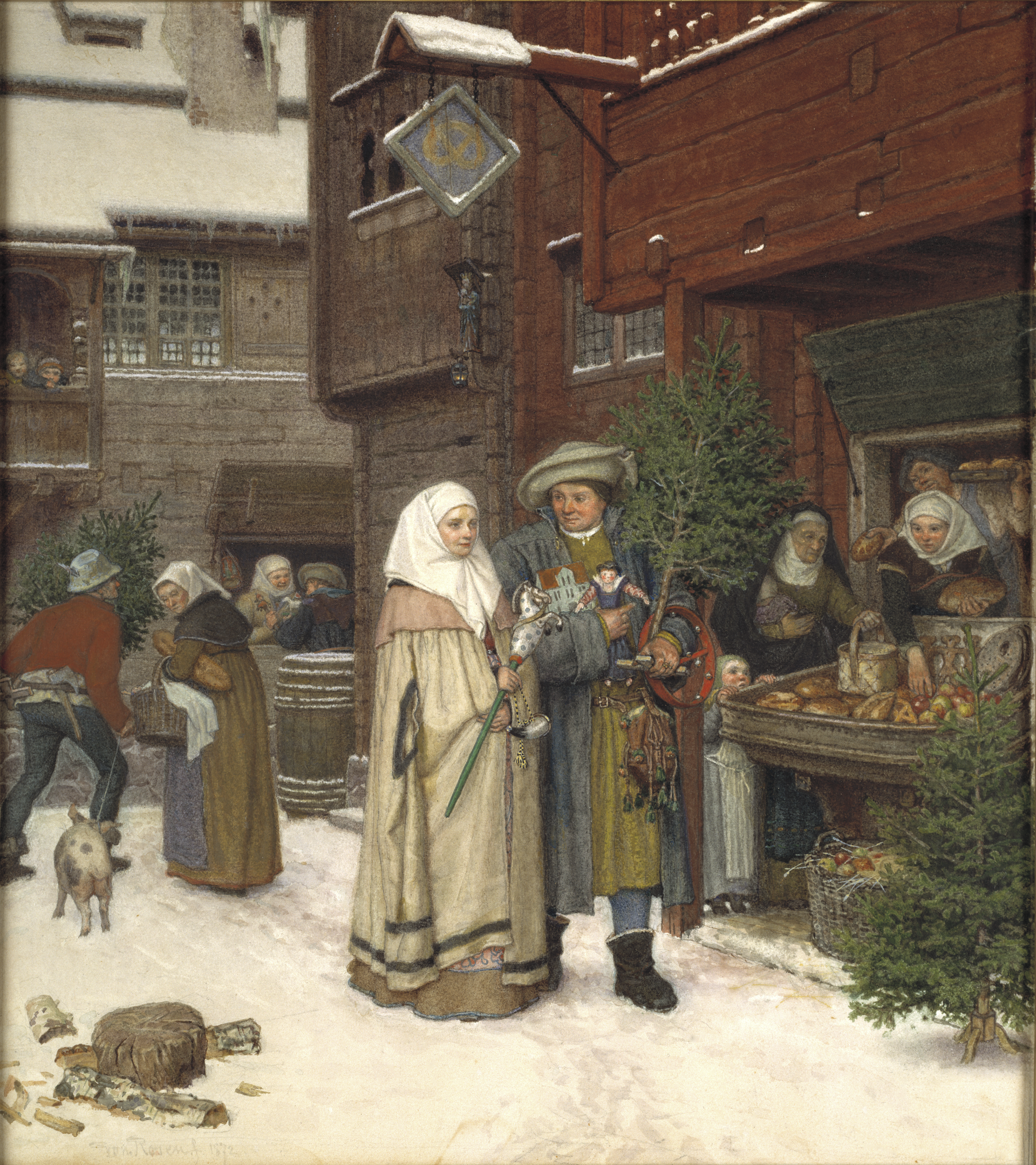
Julmarknad (1872). Nationalmuseum. Stockholm.
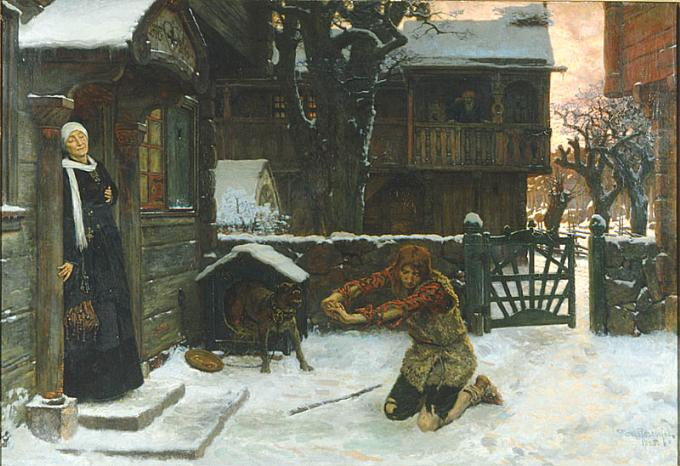
Den förlorade sonen (1885). Nationalmuseum. Stockholm.
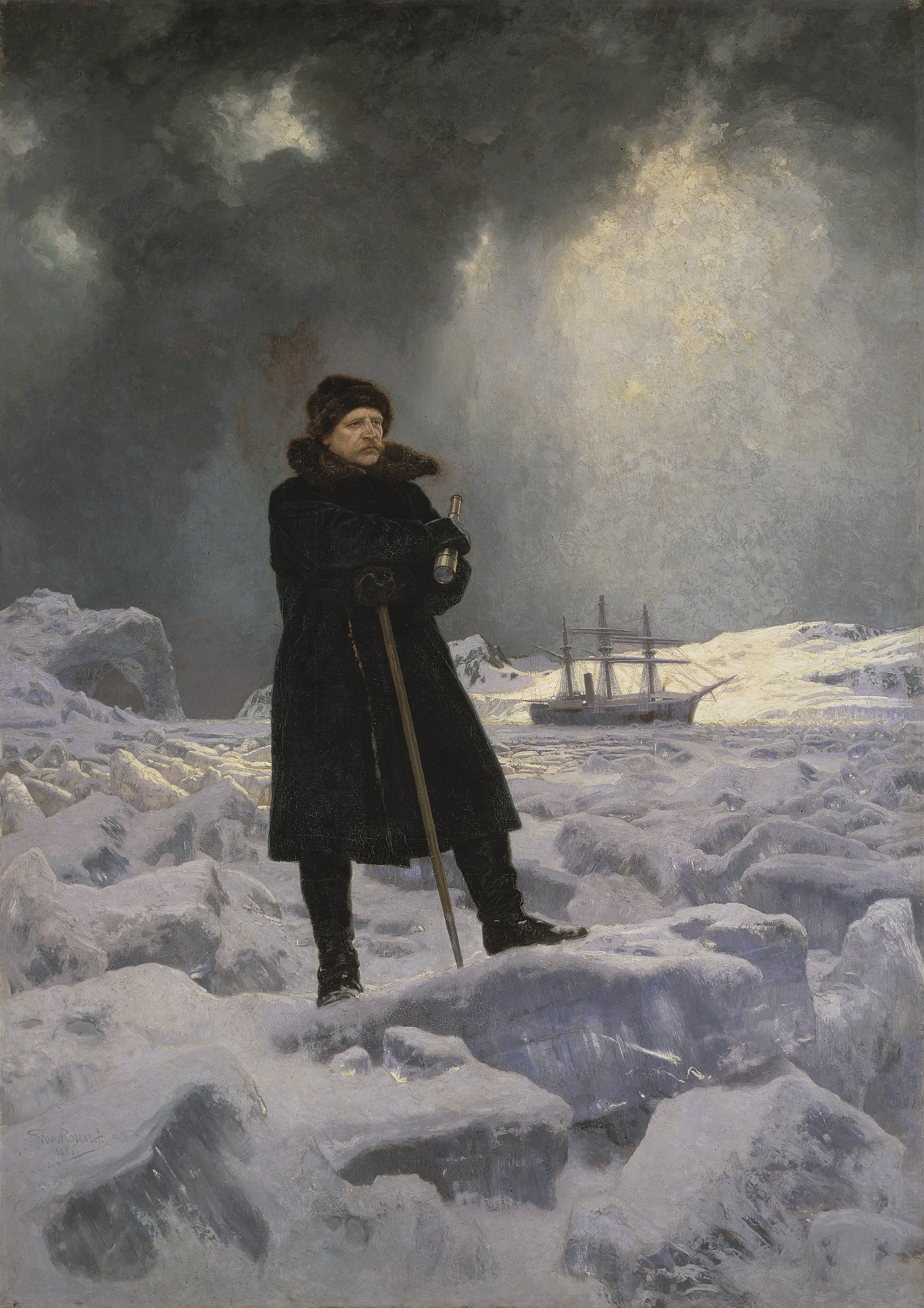
Upptäcktsresanden A.E. Nordenskiöld (1886). Nationalmuseum. Stockholm.
Sfinxen (1887-1907). Nationalmuseum. Stockholm.